# Qualificazioni al campionato mondiale di calcio 2022 - CAF - seconda fase - girone E
Questa voce raccoglie i risultati delle partite del girone E valido come secondo turno di qualificazione al Campionato mondiale di calcio 2022 per la zona africana.

## Classifica
| Squadra | P.ti | G | V | P | S | RF | RS | DR  |
| ------- | ---- | - | - | - | - | -- | -- | --- |
| Mali    | 16   | 6 | 5 | 1 | 0 | 11 | 0  | +11 |
| Uganda  | 9    | 6 | 2 | 3 | 1 | 3  | 2  | +1  |
| Kenya   | 6    | 6 | 1 | 3 | 2 | 4  | 9  | -5  |
| Ruanda  | 1    | 6 | 0 | 1 | 5 | 2  | 9  | -7  |

## Risultati

### 1ª giornata
| Arbitro: | Dahane Beida |

|            |           |  |
| Traoré 19’ | Marcatori |  |

| Nairobi 2 settembre 2021, ore 16:00 UTC+3 | Kenya                      | 0 – 0 referto | Uganda | Nyayo National Stadium\| Arbitro: \| Ismail Mahmood Ali Mahmood \| |
| Arbitro:                                  | Ismail Mahmood Ali Mahmood |               |        |                                                                    |

### 2ª giornata
| Arbitro: | Joseph Ogabor |

|                |           |           |
| Rwatubyaye 20’ | Marcatori | 9’ Olunga |

| Entebbe 6 settembre 2021, ore 16:00 UTC+3 | Uganda          | 0 – 0 referto | Mali | St. Mary's Stadium Kitende\| Arbitro: \| Ahmad Heeralall \| |
| Arbitro:                                  | Ahmad Heeralall |               |      |                                                             |

### 3ª giornata
| Arbitro: | Joshua Bondo |

|  |           |          |
|  | Marcatori | 41’ Bayo |

| Arbitro: | Youssef Essrayri |

|                                                 |           |  |
| Traoré 7’ Koné 22’, 36’, 45’ (rig.) Doumbia 85’ | Marcatori |  |

### 4ª giornata
| Arbitro: | Haythem Guirat |

|          |           |  |
| Bayo 22’ | Marcatori |  |

| Arbitro: | Blaise Ngwa |

|  |           |          |
|  | Marcatori | 55’ Koné |

### 5ª giornata
| Arbitro: | Souleiman Djama |

|          |           |            |
| Bayo 89’ | Marcatori | 61’ Olunga |

| Arbitro: | Helder Martins de Carvalho |

|  |           |                                    |
|  | Marcatori | 19’ Djenepo 20’ Koné 88’ Coulibaly |

### 6ª giornata
| Arbitro: | Bamlak Tessema Weyesa |

|               |           |  |
| Coulibaly 19’ | Marcatori |  |

| Arbitro: | Celso Alvação |

|                            |           |               |
| Olunga 3’ Odada 15’ (rig.) | Marcatori | 66’ Niyonzima |